# Anne Sofie Filtenborg
Anne Sofie Filtenborg (født 30. December 1998 i Randers) er en kvindelig dansk håndboldspiller som til daglig spiller for HH Elite.